# Michael Podulke

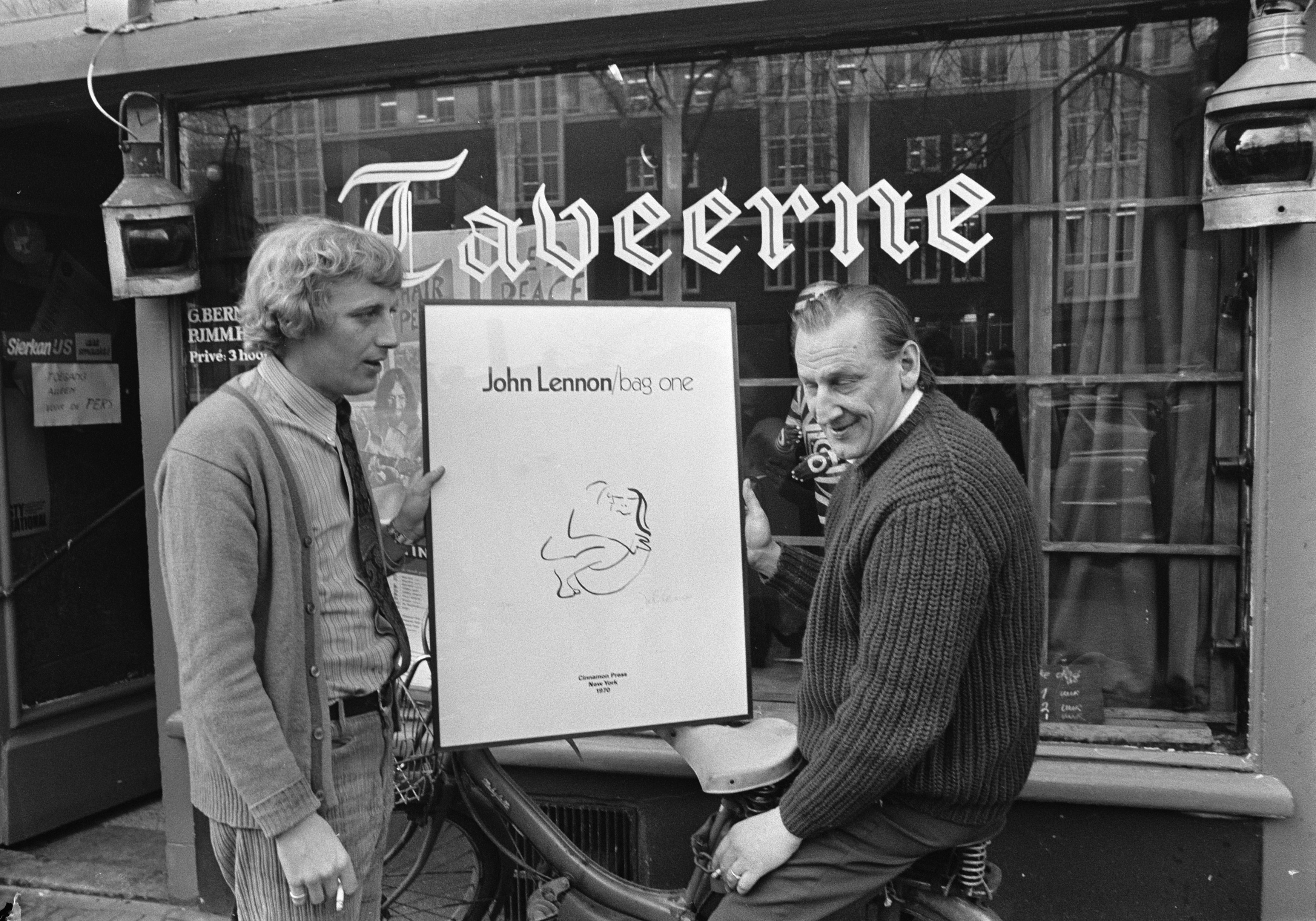
Gerard Bernard och Michael Podulke i Amsterdam 1970.

Michael Francis Podulke, född 4 oktober 1922 i Minneapolis, USA död 20 december 1988 i Norden, Tyskland, var en amerikansk målare och grafiker.
Podulke har en dansk-polsk härkomst. Efter att han skadade sig i ryggen under andra världskriget har han ägnat sig åt konstnärlig verksamhet och företagit ett flertal studie och målarresor till Europa. Han vistades en period på 1950-talet i Sverige och ställde då ut tillsammans med sin landsman R Erbs på Sturegalleriet i Stockholm och tillsammans med Lars Edelstam i Västerås 1955. Separat ställde han ut på Värmlands museum i Karlstad 1956. 
Hans konst består av storstadsmotiv med en dragning åt det surrealistiska. Podulke finns representerad vid Museum of Modern Art i New York, Victoria and Albert Museum i London, Kunsthaus Zürich, Tate Gallery London, Rijksprentenkabinet Rijksmuseum i Amsterdam och Prentenkabinet Stedelijk Museum i Amsterdam.